# Knoopveelterm
In de knopentheorie, een deelgebied van de topologie, is een knoopveelterm een knoopinvariant in de vorm van een polynoom, waarvan de coëfficiënten coderen voor sommige van de eigenschappen van een gegeven knoop.
Voorbeelden van knoopveeltermen zijn de Alexander-veelterm en de jones-veelterm.

## Geschiedenis
De eerste knooppolynoom, de alexander-veelterm, werd in 1923 geïntroduceerd door James Alexander. Het duurde bijna 60 jaar voordat er andere knooppolynomen werden gevonden.
In de jaren '60 kwam John Conway met een skeinrelatie voor een versie van de alexanderpolynoom, gewoonlijk aangeduid als de Alexander-Conway-polynoom. Het belang van deze skeinrelatie werd pas begrepen in de vroege jaren '80, toen Vaughan Jones de jones-veelterm ontdekte. Dit leidde tot de ontdekking van meer knooppolynomen, zoals de zogenaamde HOMFLY-polynoom.
Al snel na de ontdekking van Jones viel het Louis Kauffman op dat de jones-veelterm berekend kan worden door middel van een zogeheten state-sum-model, waarbij de bracketpolynoom betrokken was, een invariant van de wilde knoop. Dit opende een heel scala aan mogelijkheden voor onderzoek dat knopenteorie verbindt met statistische mechanica.
Eind jaren tachtig waren er twee doorbraken, die met elkaar verband hielden. Edward Witten toonde aan  dat de jones-veelterm, en soortgelijke invarianten van het jones-type, geïnterpreteerd konden worden in de Chern-Simons-theorie. Viktor Vassiliev en Mikhail Goussarov begonnen de theorie van eindige type invarianten van knopen. Van de coëfficiënten van de eerder genoemde polynomen is bekend dat zij van het eindige type zijn (na mogelijk een geschikte "verandering van variabelen").
In de afgelopen jaren is gebleken  dat de alexanderpolynoom verband houdt met Floer-homologie. De euler-karakteristiek van de Heegaard-Floer-homologie van Ozsváth en Szabó is de alexander-veelterm.